# 安娜·德博
安娜·弗拉基米罗夫娜·德博（俄语：Анна Владимировна Дыбо，1959年6月4日—），俄罗斯语言学家、俄罗斯科学院院士。

## 生平
安娜·德博出生于1959年6月4日，父亲是语言学家弗拉基米尔·德博。

## 著作
2003年，她与谢尔盖·斯塔罗斯廷合著的《阿尔泰语词源词典》出版，其中包含约3,000个原始阿尔泰语词干。